# Davidka

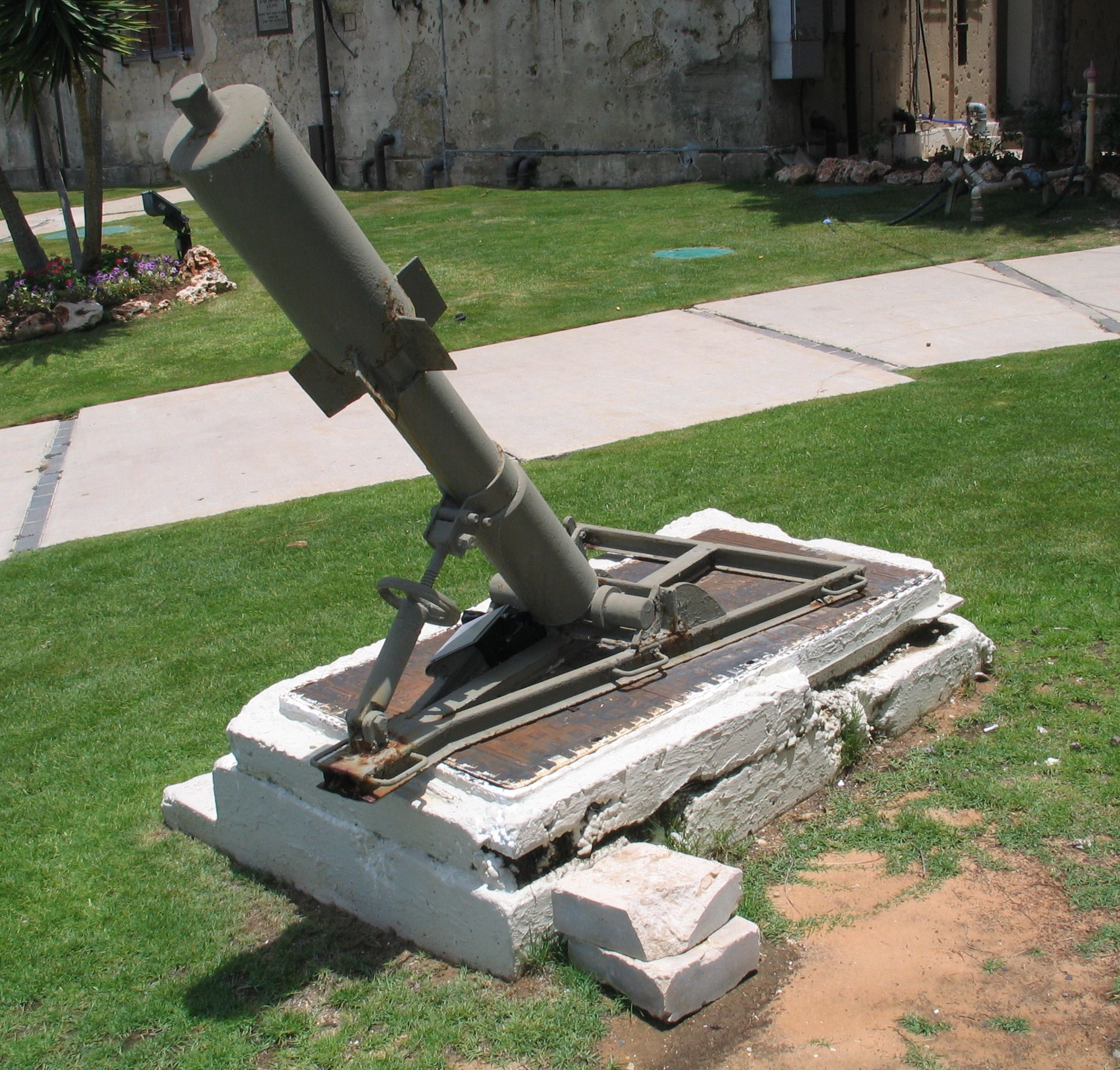
Minomet Davidka, muzeum Givati, Izrael

Davidka (hebrejsky: דוידקה) byl podomácku vyráběný izraelský minomet použitý ve městech Safed a Jeruzalém během počátečních fází izraelské války za nezávislost v roce 1948. Jeho střely byly mimořádně hlučné a jejich silné exploze měly velký význam v zastrašovací taktice vůči arabským silám. Mimo zastrašovací efekt neměly minomety velkou hodnotu, neboť jejich střely byly velice nepřesné. Formálně je označován jako třípalcový (76,2 mm) minomet, přestože jeho střely byly podstatně větší.

## Historie

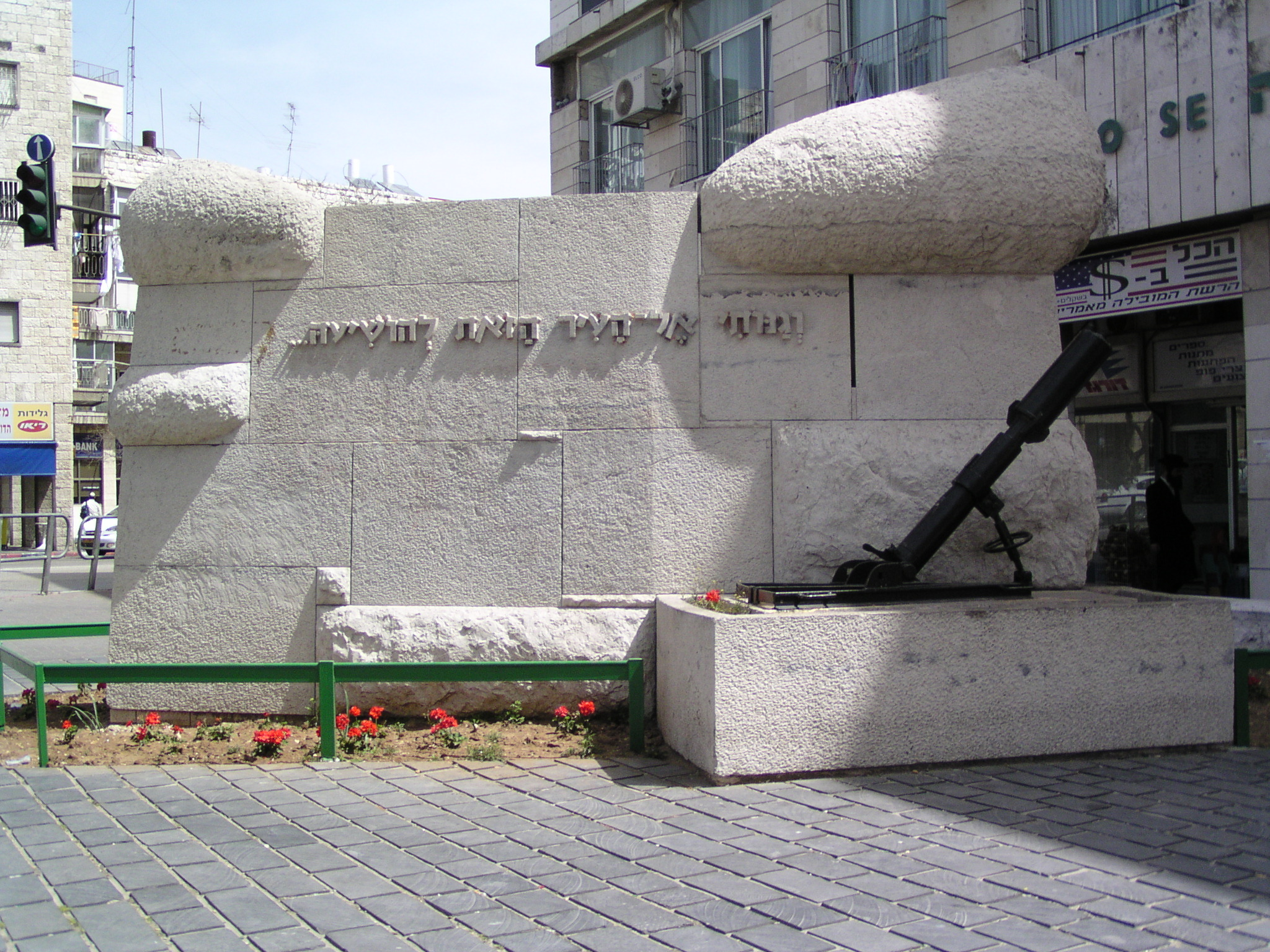
Náměstí Davidka, Jeruzalém

Název Davidka je ruskou variantou jména „Davídek“ (tj. malý David). Toto jméno symbolicky odkazuje k biblickému příběhu boje krále Davida proti obru Goliášovi a mělo vyjadřovat paralelu v boji malého a mladého Státu Izrael proti nepoměrně větším armádám sousedních arabských států. Tento původ názvu je obecně přijat, avšak samotná zbraň byla pojmenována po svém konstruktéru Davidu Leibowitchovi, který ji navrhl a sestrojil v zemědělské škole Mikve Jisra'el ve městě Cholon v zimě 1947/1948.
První střela z minometu Davidka byla odpálena 13. března 1948 v boji u Abu Kabir na předměstí Jaffy. Pravděpodobně největší vítězství se tomuto minometu připisuje při osvobození opevněného stanoviště v citadele v centru Safedu v noci z 9. na 10. května 1948.
Celkem bylo vyrobeno šest minometů Davidka a každá ze tří brigád Palmach (Harel, Jiftach a ha-Negev) získala dva z nich. Jeden z nich, který byl použit brigádou Jiftach při bojích o Safed, dnes stojí na jednom z místních náměstí jako památník. Další, který stojí na jeruzalémském náměstí Davidka, připomíná účast brigády Harel v bojích o Jeruzalém.

## Charakteristika

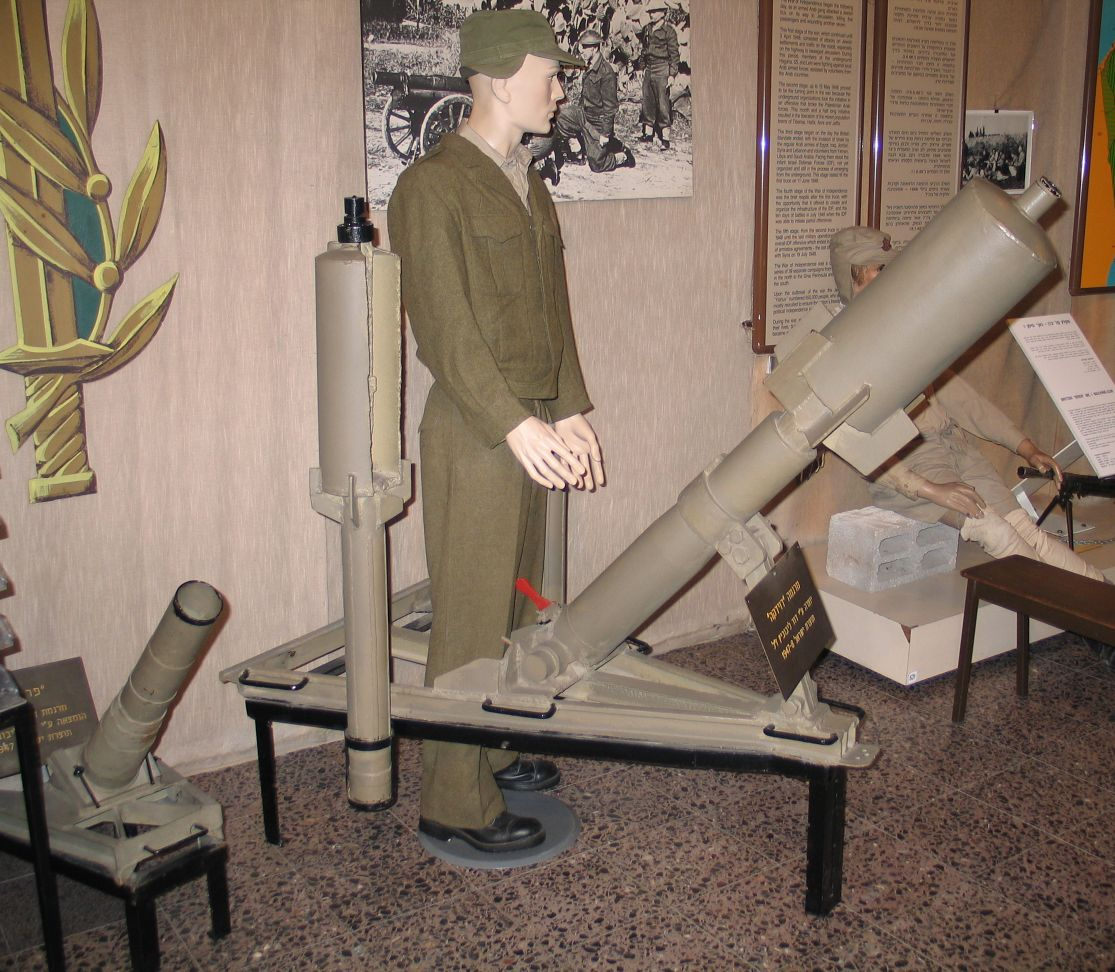
Minomet Davidka a jeho střela v telavivském muzeu Batej ha-Osef

Obdobně jako u jiných minometů, bylo tajemství Davidky její 40kilogramová střela. Jak je patrné z obrázku napravo, samotná střela byla výrazně větší než vlastní minomet, ze kterého byla vystřelena.
Na rozdíl od běžných minometů, u kterých je dělostřelecká mina vhozena do trubice minometu celá, byl u Davidky do trubice minometu vkládán pouze ocas střely. To však způsobovalo známou nepřesnost, neboť díky tomu neměla střela dostatečné nasměrování na cíl.
Na vnější stranu střely byly přivařeny malé kousky železa, které ještě více zvýšily nepřesnost zbraně. Díky nim však střela za letu vydávala pronikavý a silný pískot a jekot. Hřmot dopadající střely minometu Davidka byl jejím nejdůležitějším efektem, a tak každý kdo střelu slyšel se mohl domnívat, že je potenciální obětí, což výrazně zvyšovalo strach mezi Araby. Říká se, že Arabům, proti kterým byly minomety Davidka nasazeny, bylo řečeno, že mnoho z konstruktérů amerických atomových bomb byli Židé (například Einstein či Oppenheimer), a ti si následně mysleli, že jsou proti nim použity atomové zbraně.
Minomety Davidky byly použity v bitvách o Haifu, Ein Zeitun, v Safedu a Bidu.